# Åfjord
Åfjord es un municipio de la provincia de Trøndelag, en Noruega. La capital municipal es el pueblo de Å, también llamado a veces Årnes, Å i Åfjord o simplemente Åfjord. Otros pueblos en el municipio son Revsnes, Harsvika y By.
A 1 de enero de 2015 tiene 3248 habitantes.
El topónimo deriva del fiordo Åfjorden, donde el componente Å hace referencia a una antigua granja así llamada que estaba ubicada en el lugar. En nórdico antiguo la granja se llamaba Ár, plural de á, que significa "río", probablemente en referencia a los ríos Norddalselva y Stordalselva. El municipio fue creado en 1838 como formannskapsdistrikt, inicialmente bajo el nombre Aafjord. En 1870 cedió unas tierras despobladas de su término al vecino municipio de Bjugn. En 1896 se creó el municipio de Jøssund al separarse de Aafjord, que entonces cambió su nombre a Aa; después la ortografía lo convirtió en Å. En 1934 adoptó el municipio su topónimo actual. En 1964 incorporó a su término el antiguo municipio de Stoksund.
Se ubica sobre la costa, unos 50 km al oeste de Steinkjer y unos 50 km al norte de Trondheim.